# Claude de Grieck
Claudius (Claude) de Grieck (Brussel, gedoopt 23 april 1625 – aldaar, ca. 1670) was een toneelschrijver, drukker en boekhandelaar uit de Spaanse Nederlanden. Onder de dramatische auteurs die hij vertaalde en bewerkte waren François Le Métel de Boisrobert, Pierre Corneille, Jean de Rotrou, Paul Scarron, Lope de Vega, Juan Perez de Montalbán en vooral Pedro Calderón de la Barca.

## Leven
Claude was het oudste van de twaalf kinderen van Lambrecht de Grieck en Anna van No, die vermoedelijk afkomstig waren uit Brugge. Zijn broers Joan en Josse de Grieck waren ook actief in het boekenvak en als auteur.
Hij liep school in het Brusselse jezuïetencollege en begon te dichten. In 1643 droeg hij een lofdicht bij aan de Spieghel der Eyghen-Kennisse van zijn vriend Willem van der Borcht. Het volgende jaar presenteerde hij met het herdersspel Hylas een eerste theaterstuk, gebaseerd op de roman L'Astrée van Honoré d'Urfé. In die jaren werkte hij in de drukkerij-boekenwinkel van zijn vader achter het stadhuis van Brussel.
In 1650 was Claude de Grieck gevestigd in de Dry Kroonen op de Steenweg en kort daarna verhuisde hij naar de Korte Ridderstraat. Naast Franse begon hij ook Spaanse drama's te vertalen, in navolging van Schouwenbergh. Net als deze laatste behoorde hij tot de Vrije Liefhebbers der Rijmerskunst binnen Brussel en in 1661 zou hij mee aan de basis van het gezelschap De Wijngaerd staan.
De Griecks productie lag hoog en hij oogstte veel bijval. De tragedie Heraklius droeg hij in 1650 op aan landvoogd Leopold Willem. De Iberische stukken kwamen aanvankelijk via Franse versies tot stand (Heraclius, Don Japhet van Armeniën, Den Grooten Belisarius), maar na 1665 nam hij werken, zoals Cenobia en Ulysses, rechtstreeks over uit het Spaans. Weliswaar bleef hij naar Frans model een structuur in vijf bedrijven aanhouden en gebruikte hij alexandrijnen als versvorm. Verschillende van deze stukken werden ook in Amsterdam opgevoerd en uitgegeven, soms in verhollandste versies. Drie van zijn twaalf titels zijn voor het eerst in de Republiek gedrukt.
Tot 1670 was De Grieck de centrale figuur in het Brusselse theaterleven. Hij was een resoluut voorstander van openheid op buitenlandse literatuur. Tegelijk sprak hij zich in het voorwoord bij Den Pelgrim uit tegen het ondoordacht gebruik van leenwoorden. In 1670 presenteerde hij vier toneelstukken, waaronder drie religieuze allegorieën die werden opgevoerd voor het jubileum van het Sacrament van Mirakel. Niet lang daarna moet hij gestorven zijn.

## Publicaties
- Herders-list ontdeckt ende gestraft in Hylas, 1644
- Heraklius, 1650 (tragedie naar Héraclius van Corneille)
- Palene, 1650 (tragedie naar Palène van Boisrobert)
- Liefde zonder zien verweckt, 1653 (kort proza naar Amar sin saber a quién van Lope)
- Don Japhet van Armeniën, 1657 (komedie naar Dom Japhet d’Arménie van Scarron)
- Den Grooten Belizarius, 1657 (naar Le Bélissaire van Rotrou)
- Cenobia met de Doodt van kaizer Aureliaen, 1667 (naar La gran Cenobia van Calderón)
- Ulysses in 't eylandt van Circe oft geen grooter tooverij als liefde, 1668 (naar El mayor encanto amor van Calderón)
- Samson, oft den Edel-moedighen Nazareen, 1670 (naar El valiente nazareno Sansón van Montalbán)
- Den Boom des Levens, 1670
- Den betooverden Mensch, 1670
- Den pelgrim, 1670